# Tczew
Pour la gmina, voir Tczew (gmina).

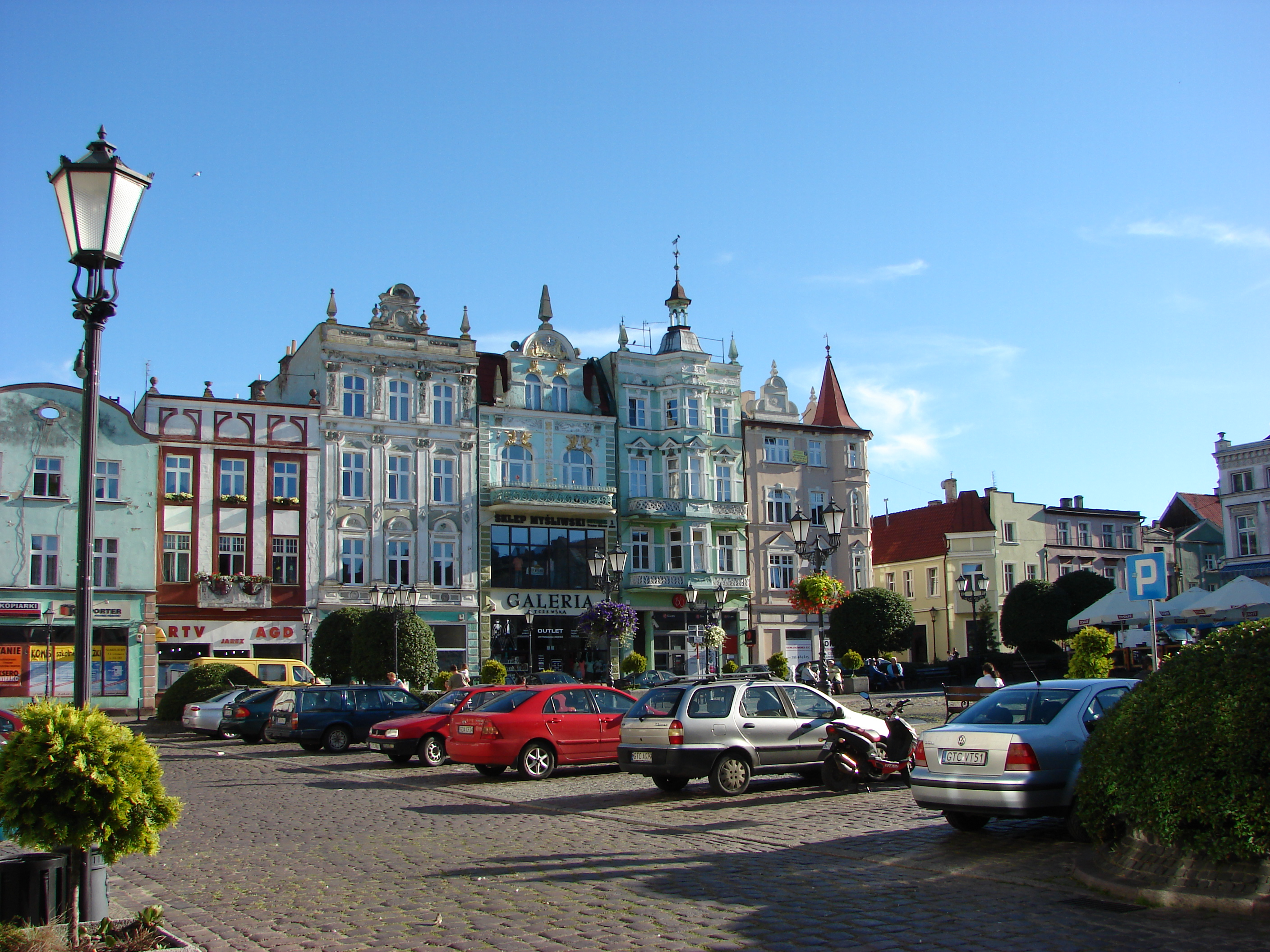
Marche

Tczew (en allemand Dirschau, en cachoube Dërszewò) est une ville de Pologne qui compte 59 105 habitants (2021). Elle est le chef-lieu d’un district (powiat) du même nom situé dans la voïvodie de Poméranie.

## Géographie
La ville de Tczew se situe en Poméranie orientale, sur la Vistule, à 26 km de la mer Baltique. C’est la plus grande ville de la région Kociewie, le pays des Kociewiacy, un groupe ethnique polonais voisin des Kachoubes. Tczew se trouve à 35 km au sud-est de Gdańsk, à 28 km au nord de Gniew, à 18 km au nord-ouest de Malbork et à 26 km au nord-est de Pelplin.
Tczew est un nœud important sur le réseau de transport. Les routes et voies ferrées reliant l’Allemagne à la Russie et à la Lituanie, la Scandinavie au sud de l’Europe, s’y croisent. 

## Histoire
Les fouilles archéologiques montrent qu’entre 3000 av. J.-C. et 1700 av. J.-C. le site de Tczew était déjà occupé. La première mention historique de Tczew (sous le nom de Trsow) date de 1198, à l’occasion de privilèges accordés à l’Ordre de Malte par Grzymisław II de Poméranie, le duc de Świecie. Tczew est la première localité située sur des terres polonaises à recevoir un conseil municipal (en 1258), par la volonté du duc Sambor II de Poméranie. Deux ans plus tard, Tczew reçoit les privilèges urbains. En 1289, le duc Mestwin II de Poméranie invite les Dominicains à s’installer dans la ville. Ceux-ci y fondent une église et un monastère.
En 1308/1309, la ville tombe dans les mains de l’Ordre Teutonique, par l'accord de Soldin de 1309. Elle rejoint la Ligue prussienne en 1440. Elle retourne à la Pologne en 1466. En 1577, les forces prussiennes, qui refusent de reconnaître le nouveau roi de Pologne Étienne Ier Bathory, attaquent l’armée royale casernée à Tczew. La ville est incendiée. Par la suite, la ville sera encore dévastée pendant les guerres opposant la Suède à la Pologne.
En 1772, après le Premier partage de la Pologne, la ville est annexée par la Prusse. En 1807, l’armée du général Jean Henri Dombrowski libère la ville. Après le congrès de Vienne de 1815, la ville est à nouveau incorporée à la Prusse. La ville connaît alors un essor économique et démographique, grâce notamment à la construction d’un pont sur la Vistule (inauguré en 1857) et à la mise en service de la ligne ferroviaire Berlin-Königsberg. De 1815 à 1920, Dirschau fait partie de l'arrondissement de Preußisch Stargard (de) puis devient à partir de 1887 le chef-lieu de l'arrondissement du même nom (de) dans le district de Dantzig au sein de la province de Prusse-Occidentale.
À partir du 30 janvier 1920, la ville redevient polonaise lorsque l’armée du général Józef Haller s’empare de la ville. Pendant l’Entre-deux-guerres, c’est à Tczew qu’est fondée la première école navale polonaise (1920), qui sera transférée à Gdynia par la suite. En 1926, un port fluvial entre en activité. 
C’est à Tczew que débute la Seconde Guerre mondiale, lorsque le 1er septembre à 3 heures 34, les Allemands commencent à bombarder la gare ferroviaire, les têtes de pont de la rive ouest de la Vistule et la caserne de la ville. Tczew est libéré par l’Armée rouge le 12 mars 1945.

## Personnalités de la ville
- Alexander Scultetus (ca. 1485-1564), chanoine et historien
- Alexander von Have (ca. 1520-1590), alchimiste
- Johann Reinhold Forster (1729-1798), scientifique
- Siegfried Anger (1835-1911), enseignant et archéologue
- Alf Bachmann (1863-1956), peintre de marine et de paysage
- Gottfried Edel constable (1867-1937), général allemand
- Fritz Lüdecke (1873-1931), officier de marine allemand, commandant de navire dans la Première Guerre mondiale
- Bernhard Kamnitzer (1890-1959), avocat allemand, le juge et le sénateur des finances dans la Ville libre de Dantzig
- Lucia Maria Mollin (6 juin 1894-1971), plus communément appelée « Lucie », épouse de Rommel
- Alfred Eisenstaedt, (1898-1995), photographe
- Arnold Krieger (1904-1965), écrivain
- Alfred Salomon (1910-2006), théologien
- Ernst Seikowski (1917-1986), joueur de football
- Stefan Lisewski (1933-2016), acteur
- Teresa Piotrowska (née en 1955), femme d'État, ministre de l'Intérieur de 2014 à 2015
- Jarosław Kukowski (né en 1972), artiste contemporain
- Kazimierz Zimny (1935-2022), athlète polonais.

## Démographie
| 1960   | 1970   | 1975   | 1980   | 1990   | 1995   | 2000   | 2001   | 2002   |
| ------ | ------ | ------ | ------ | ------ | ------ | ------ | ------ | ------ |
| 33 700 | 41 100 | 47 000 | 53 600 | 59 500 | 60 600 | 61 200 | 61 400 | 60 000 |

## Tourisme
À voir :
- Les vestiges des remparts

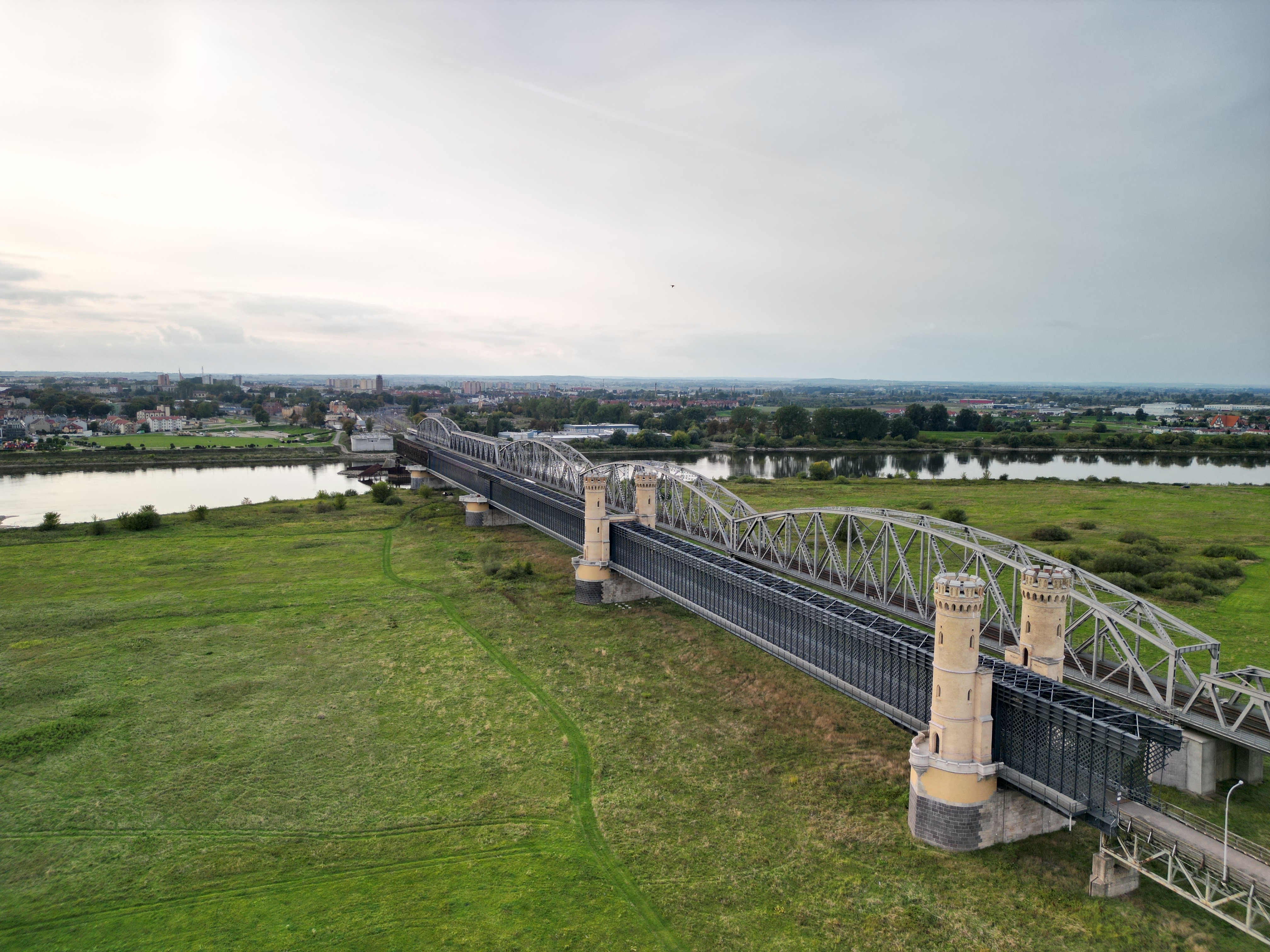
Le pont Tczewski

- La vieille ville et son plan médiéval
- L’église de l’élévation de la Sainte-Croix (fondée au XIIIe siècle)
- L’église des Dominicains, de style gothique (XIVe siècle)
- Moulin à vent de type hollandais (1890, restauré en 1950)
- Le bâtiment de l’ancienne école navale
- Les ponts sur la Vistule
- Le musée de la Vistule
- Le parc municipal et l’amphithéâtre
- Le Centre de conservation des épaves de bateaux

## Jumelages
| Ville | Ville                                    | Pays | Pays        | Période     |
| ----- | ---------------------------------------- | ---- | ----------- | ----------- |
|       | Aizkraukle                               |      | Lettonie    |             |
|       | Beauvais                                 |      | France      |             |
|       | Biržai                                   |      | Lituanie    |             |
|       | Borough londonien de Barking et Dagenham |      | Royaume-Uni |             |
|       | Dębno                                    |      | Pologne     |             |
|       | Koursk                                   |      | Russie      |             |
|       | Lev HaSharon                             |      | Israël      |             |
|       | Tchornomorsk                             |      | Ukraine     |             |
|       | Werder (Havel)                           |      | Allemagne   |             |
|       | Witten                                   |      | Allemagne   | depuis 1990 |